# Von-Braun-Rudolph-Synthese
Die Von-Braun-Rudolph-Synthese ist eine Namensreaktion der Organischen Chemie, die von den beiden deutschen Chemikern Julius von Braun (Heidelberg) und Walter Rudolph (Frankfurt am Main) Ende der 1930er Jahre aufgefunden wurde. Grundlage hierfür waren 30 Jahre alte Studien. Nach von Brauns Tod wurde ihre Arbeit 1941 in den Berichten der deutschen chemischen Gesellschaft veröffentlicht. Sie dient zur Synthese von Tetrazolderivaten und wird deshalb auch als Von-Braun-Rudolph-Tetrazol-Synthese bezeichnet.

## Beschreibung
Umgesetzt werden hierbei ein Imidchlorid und Stickstoffwasserstoffsäure, welche bei Raumtemperatur das Tetrazolderivat bilden.
Um Nebenreaktionen – wie die Bildung von Harnstoff oder Anilintetrazol – zu vermeiden, werden dabei häufig Natriumazid in einem wässrigen Phosphat-Puffer zusammen mit einem wassermischbaren organischen Lösungsmittel (zum Beispiel Aceton) zugesetzt.

## Reaktionsmechanismus
Die mechanistischen Details der Von-Braun-Rudolph-Synthese sind noch nicht bekannt. Die nachfolgende Grafik zeigt einen angenommenen Reaktionsmechanismus für die Synthese von Tetrazolderivaten:
Zunächst findet eine 1,3-dipolare Cycloaddition zwischen dem mit zwei organischen Resten (R1 und R2) disubstituierten Imidchlorid (1) und der Stickstoffwasserstoffsäure unter Bildung von 2 statt. Anschließend wird Chlorwasserstoff eliminiert, sodass sich der aromatische Tetrazolring ausbildet und damit das Tetrazolderivat entsteht.